# Thronfolge (Brunei)
Die Thronfolge in Brunei bringt den Sultan und Yang Di-Pertuan von Brunei Darussalam in Abstammungslinie des Sultan Hashim Jalilul Alam Aqamaddin (1885–1906) hervor. Die Thronfolge wird durch den Thronfolgerat (englisch Council of Succession; malaiisch Majlis Mesyuarat Mengangkat Raja Brunei), dessen Mitglieder vom regierenden Sultan eingesetzt werden, bestimmt. Praktisch handelt es sich hierbei um den ältesten männlichen ehelich gezeugten und geborenen Nachkommen des regierenden Sultans.
Einzelheiten der Thronfolge sind unter anderem in der Verfassung von Brunei Darussalam und vor allem in der Succession and Regency Proclamation aus dem Jahr 1959, mit letzter Änderung 2011, geregelt. Zumeist wird der älteste männliche Nachkomme der Thronfolger, gefolgt vom ältesten männlichen Enkel usw. Frauen und Nicht-Muslime spielen in der Erbfolge keine Rolle. Eine frühere Generation wird einer älteren bevorzugt, ein Thronfolger dessen beiden Eltern der Blutlinie des Sultans entstammen wird ebenso bevorzugt wie eheliche Kinder bzw. Kinder der Erstfrau.
Sollte es keine Thronfolger in der Linie des Sultans geben, so werden königliche Zweige aus anderen muslimischen Königshäusern der Malaien bevorzugt.

## Thronanwärter
1. Kronprinz Al-Muhtadee Billah (* 1974)
2. Prinz Abdul Muntaqim (* 2007)
3. Prinz Muhammad Aiman (*  2015)
4. Prinz Abdul Malik (* 1983)
5. Prinz Abdul Mateen (* 1991)
6. Prinz Abdul Wakeel (* 2006)